# Marvel vs. Capcom 2: New Age of Heroes
Marvel vs. Capcom 2: New Age of Heroes est un jeu vidéo de combat développé par Capcom Production Studio 1 et édité par Capcom en 2000 sur système d'arcade Naomi. Il est porté sur console de jeux vidéo, la même année sur Dreamcast, en 2002 sur PlayStation 2 et Xbox, en 2009 sur les plates-formes de téléchargement PlayStation Network et Xbox Live Arcade.
Il s'agit du 4e épisode de la série Marvel vs. Capcom. Cette série est un crossover des environnements de jeux vidéo de la société Capcom (principalement de l'univers Street Fighter) et de l'univers Marvel Comics,.

## Développement
Le 1er décembre 1999, Capcom annonce le développement de la suite de Marvel vs. Capcom: Clash of Super Heroes, sous le titre de Marvel vs. Capcom 2: New Age of Heroes. Le jeu est développé via le système Sega Naomi pour la version arcade et Dreamcast, une première pour un jeu de combat de Capcom, qui développe les jeux de combat habituellement sur CP System II et III. Le titre est le premier de la série Marvel vs. Capcom à combiner des sprites en deux dimensions dessinés à la main sur des arrière-plans en trois dimensions. Les versions japonaises (arcade et consoles) du jeu sont compatibles avec le VMU de la Dreamcast. Les joueurs ont la possibilité de connecter leur VMU à la version arcade pour échanger des données, leur permettant de gagner des points d'expérience pour déverrouiller de nouveaux personnages, des couleurs de costumes ou des niveaux pour la version Dreamcast.
Le système d'expérience comprend trois types de points, les « points N » s'obtiennent en jouant à la version arcade, les « points D » en jouant avec la version Dreamcast et les « points V » en jouant avec le mode multijoueur en ligne. Le jeu comporte un mode en ligne où les joueurs peuvent s'affronter via un réseau spécialisé appelé « Match Service » pour la Dreamcast. Le service, développé par Capcom et KDD Corp, est basé sur une technologie développée par KDD appelée « Data on Demand », qui propose des taux de transferts inférieurs à 70 millisecondes. Ces fonctionnalités sont supprimées dans les futurs portages et internationaux de Marvel vs. Capcom 2.
En 2002, peu de temps avant de l'E3, Capcom annonce en conférence de presse le portage de Marvel vs. Capcom 2 sur les consoles PlayStation 2 et Xbox. La version PlayStation 2 propose un système de mode en ligne via des connexions de modem USB, la version Xbox en revanche ne prend pas en charge le support Xbox Live. Le mode multijoueur en ligne sur PlayStation 2 est une fonctionnalité exclusive pour le territoire japonais. Le service en ligne est interrompu en 2004, période où Capcom commence à dissoudre son support d'accès à distance.

## Système de jeu

### Jouabilité
Le principe de base du jeu est construit autour d'un combat entre deux équipes de trois personnages.
Le gameplay de cette version est légèrement différent de celui de la version précédente. De l'aveu de Capcom le jeu a été simplifié par rapport à ses prédécesseurs pour plaire au plus grand nombre. Il s'articule toujours autour de 6 boutons mais ces derniers n'ont plus tout à fait la même signification. On trouve désormais deux boutons pour le coup de poing et deux boutons pour le coup de pied (comme dans la série des The king of fighters de SNK). Les deux derniers boutons sont là pour déclencher l'aide de chacun des deux autres personnages de l'équipe. Cela a pour effet de réduire légèrement la palette de coups des protagonistes.

### Personnages
Le jeu comporte 56 combattants dont 28 à débloquer.
| Personnages Marvel     | Comics d'origine   | Première apparition         |
| ---------------------- | ------------------ | --------------------------- |
| Blackheart             | Ghost Rider        | Marvel Super Heroes         |
| Cable                  | X-Men              | 3                           |
| Captain America        | 1                  | Marvel Super Heroes         |
| Colossus               | X-Men              | X-Men: Children of the Atom |
| Cyclope                | X-Men              | X-Men: Children of the Atom |
| Docteur Fatalis        | Les 4 Fantastiques | Marvel Super Heroes         |
| Gambit                 | X-Men              | X-Men vs. Street Fighter    |
| Hulk                   | 1                  | Marvel Super Heroes         |
| Iceberg                | X-Men              | X-Men: Children of the Atom |
| Iron Man               | 1                  | Marvel Super Heroes         |
| Le Fléau               | X-Men              | X-Men: Children of the Atom |
| Magnéto                | X-Men              | X-Men: Children of the Atom |
| Marrow                 | X-Men              | 3                           |
| Omega Red              | X-Men              | X-Men: Children of the Atom |
| Psylocke               | X-Men              | X-Men: Children of the Atom |
| Malicia                | X-Men              | X-Men vs. Street Fighter    |
| Dents de sabre         | X-Men              | X-Men vs. Street Fighter    |
| Sentinelle             | X-Men              | X-Men: Children of the Atom |
| Shuma-Gorath           | Docteur Strange    | Marvel Super Heroes         |
| Samouraï d'Argent      | Daredevil          | X-Men: Children of the Atom |
| Spider-Man             | 1                  | Marvel Super Heroes         |
| Spiral                 | Longshot           | X-Men: Children of the Atom |
| Tornade                | X-Men              | X-Men: Children of the Atom |
| Thanos                 | Iron Man           | Marvel Super Heroes         |
| Venom                  | Spider Man         | Marvel vs. Capcom           |
| War Machine            | Iron Man           | Marvel vs. Capcom           |
| Wolverine              | X-Men              | X-Men: Children of the Atom |
| Wolverine (Bone Claws) | X-Men              |                             |

| Personnages Capcom | Jeu d'origine  | Première apparition        |
| ------------------ | -------------- | -------------------------- |
| Akuma              | Street Fighter | X-Men vs. Street Fighter   |
| Amingo             | 2              |                            |
| Anakaris           | Darkstalkers   | 3                          |
| B.B. Hood          | Darkstalkers   | 3                          |
| Cammy              | Street Fighter | X-Men vs. Street Fighter   |
| Captain Commando   | Section Z      | Marvel vs. Capcom          |
| Charlie            | Street Fighter | X-Men vs. Street Fighter   |
| Chun-Li            | Street Fighter | X-Men vs. Street Fighter   |
| Dan                | Street Fighter | Marvel Super Heroes vs. SF |
| Dhalsim            | Street Fighter | X-Men vs. Street Fighter   |
| Felicia            | Darkstalkers   | 3                          |
| Guile              | Street Fighter | 3                          |
| Hayato             | Star Gladiator | 3                          |
| Jill Valentine     | Resident Evil  | 3                          |
| Jin                | Cyberbots      | Marvel vs. Capcom          |
| Ken                | Street Fighter | X-Men vs. Street Fighter   |
| M. Bison           | Street Fighter | X-Men vs. Street Fighter   |
| Megaman            | 1              | Marvel vs. Capcom          |
| Morrigan           | Darkstalkers   | Marvel vs. Capcom          |
| Roll               | Megaman        | Marvel vs. Capcom          |
| Ruby Heart         | 2              |                            |
| Ryu                | Street Fighter | X-Men vs. Street Fighter   |
| Sakura             | Street Fighter | Marvel Super Heroes vs. SF |
| Servbot            | Megaman        | 3                          |
| SonSon             | 2              |                            |
| Strider Hiryu      | Strider        | Marvel vs. Capcom          |
| Tron Bonne         | Megaman        | 3                          |
| Zangief            | Street Fighter | X-Men vs. Street Fighter   |

Légende : 

1 le nom du personnage est aussi le titre du comics ou jeu auquel il est associé.

2 le personnage est totalement nouveau et est donc issu d'aucun jeu.

3 première apparition jouable dans un crossover.

## Accueil
- Gamekult : 8/10 (DC)[10]